# Elluz Peraza
Elluz Coromoto Peraza González (Caracas; 26 de enero de 1958) es una actriz y modelo venezolana.
Fue Miss Venezuela en el año 1976 por 36 horas, ya que luego renunciaría a la corona para casarse. Asumiría su lugar la participante Judith Castillo. Anteriormente había ganado el concurso Miss Princesita de Venezuela.

## Biografía
Elluz Peraza vivió con su familia en el estado estadounidense de Maryland desde los ocho años hasta los once. De regreso a Venezuela, estudió y se graduó en 1975 en Caracas en el Liceo Parroquial Nuestra Señora del Rosario. Posteriormente, ingresó como candidata al evento Miss Venezuela de 1976, en el cual obtuvo la corona. Pero 36 horas después renunciaría al concurso para casarse con Nehomar Bruzual, con quien concibió a su primera hija, Eylyn Bruzual Peraza. Después de divorciarse, se volvió a casar con el actor y cantante venezolano Germán Freytes con quien tuvo su segunda hija, Hi-Leen Freytes Peraza y de quien enviudó. En el año 2001, se casaría con Jorge Martínez de quien se divorció al año siguiente. La carrera artística de Elluz  comenzó con las telenovelas en que participó en roles protágonicos entre los años 1976 y 2010. Al momento de escribir esta sección, trabaja como directora, productora, escritora y actriz de un proyecto de tipo religioso cristiano llamado Yes He Is.

## Filmografía
- Amor en Navidad: Una Navidad para Recordar (2022) - Ángela[1]
- Marido en alquiler - Mirma Bello / Doña Giselle Salinas - Participación Especial (2013)
- Mi corazón insiste... en Lola Volcán - Laura Palacios de Santacruz  (2011)
- El fantasma de Elena -  Antonia/ La toña  (2010)
- Perro amor - Clemencia de Brando (2010)
- El rostro de Analía - Olga Palacios (2008-2009)
- Bajo las riendas del amor - Victoria Román ( 2007)
- Tierra de pasiones - Laura Contreras (2006)
- ¡Anita, no te rajes! - Consuelo Guerrero / Graciela de O'Donnell (2005)
- Rebeca - Sara Santos (2003)
- Lejana como el viento - Victoria de Bustamante (2002)
- Secreto de amor - Teresa Carvajal (2001)
- La revancha - Emperatriz Azcárraga (2000)
- Carita pintada - Irene Cáceres (1999)
- El amor es más fuerte - Camila Toro (1998)
- 100 años de perdón - Lucía Carvajal (1998)
- La mujer del presidente - Susana de Acero - Participación Especial (1997)
- El perdón de los pecados - Amnerys Balza (1996)
- Quirpa de tres mujeres - Consuelo (1996)
- Como tú ninguna  - Maritza Morales (1995)
- Peligrosa - Ana de Martínez (1994)
- Macarena - Felina Carpio (1992)
- Mundo de fieras - Indiana Castro/Ana Luisa/Sor Piedad (1991)
- Pasionaria - Elizabeth Montiel (1990)
- La sombra de Piera - Piera Cariani/Yamali (1989)
- Alba Marina - Mercedes (1988)
- Sueño contigo - (1987) Silvia Patricia
- Esa muchacha de ojos café - María Gracia Subero (1986)
- Ellos dos y alguien más - (1985-1986)
- Una flor en el fango
- Angela - (1983)
- La fruta amarga - (1982)
- El pecado de una madre - (1982)
- Cenicienta - Diana (1981)
- Mariana Rodríguez - Mariana Rodríguez (1981)
- Catatumbo -  (1980)
- Emilia - Emilia (1979)
- Indocumentada (1978)
- María del Mar - Liduvina (1978)
- Rafaela - (1977)
- Los Tracaleros - (1977)
- Cumbres borrascosas - Catalina Earnshaw (1976)